# Dutaillyea amosensis
Dutaillyea amosensis là một loài thực vật có hoa trong họ Cửu lý hương. Loài này được (Guillaumin) T.G.Hartley mô tả khoa học đầu tiên năm 1984.